# Шелюговский сельский совет (Акимовский район)
Шелюговский сельский совет (укр. Шелюгівська сільська рада) — входит в состав
Якимовского района
Запорожской области
Украины.
Административный центр сельского совета находится в 
с. Шелюги
.

## История
- 1873 — дата образования.

## Населённые пункты совета
- с. Шелюги
- с. Малая Терновка